# Wylma Maynas Inuma
Wilma Maynas Inuma (Panaillo, Bajo Ucayali, 7 de septiembre de 1964) es una artista shipiba peruana. Realiza sus obras con cerámica, telar de cintura y pinta con tintes naturales (cortezas de caoba, almendra y guayaba). Utiliza elementos de la naturaleza para sus obras; emplea barro como fijador. También es docente bilingüe y profesora de Arte Tradicional en la Escuela Nacional de Bellas Artes de Lima, y ha participado de numerosas exposiciones dentro y fuera de su país. En 2020 recibió el premio Personalidad Meritoria de la Cultura otorgado por el Ministerio de Cultura de su país.
Se viste con ropas tradicionales shipibas y busca difundir los diseños kené a través de talleres para niños y adolescentes. Ha viajado por Brasil, México y Estados Unidos pintando murales, con la intención de promover su cultura. También acepta invitaciones para dar conferencias sobre su arte en instituciones educativas. Fundó el Centro de Investigación y Taller Gráfico Shipibo Konibo y participó del mural Corazón de Carachama.
En cuanto a su vida personal, la artista tiene cuatro hijos y un marido que desapareció en 1989. También refirió que fue objeto de discriminación por pertenecer al pueblo shipibo y por su vestimenta tradicional. Maynas reside en la comunidad de Cantagallo.